# Saprotrofia
Saprófito, saprotrófico ou saprotrofo é a designação dada em biologia aos organismos heterotróficos, entre os quais plantas, fungos e outros seres, que se alimentam absorvendo substâncias orgânicas normalmente provenientes de matéria orgânica em decomposição. As plantas saprófitas não possuem capacidade de fazer a fotossíntese.
Pertencem a este grupo a maioria dos fungos terrestres, algumas plantas vasculares modificadas e os gametófitos de muitas pteridófitas.
Estes fungos têm um importante papel na reciclagem dos nutrientes no meio ambiente, tal como muitas bactérias - que, no entanto, não são consideradas saprófitas, mas sim decompositoras, uma vez que transformam a matéria orgânica em inorgânica, ao invés de a transformarem em matéria viva como fazem as saprófitas.
Não confundir com as plantas parasitas que podem alimentar-se de substâncias orgânicas da planta hospedeira ou por ela segregadas.